# Йохан (Гьорлиц)
Вижте пояснителната страница за други личности с името Йохан.
Йохан от Гьорлиц (на немски: Johann von Görlitz; на чешки: Jan Zhořelecký, Jan Zhorelecky, * 22 юни 1370, Прага, † 1 март 1396, манастир Нойцеле, Лужица) от Дом Лимбург-Арлон, е единственият херцог на Гьорлиц.

## Биография
Той е вторият син на император Карл IV (1316 – 1378) и четвъртата му съпруга Елизабета Померанска (1347 – 1393). Брат е на Сигизмунд Люксембургски, император на Свещената Римска империя (упр. 1387 – 1437). Полубрат е на Вацлав IV, крал на Бохемия (упр. 1378 – 1419).
На три години Йохан получава титлите маркграф на Моравия и маркграф на Бранденбург. През 1377 г. Карл IV образува за Йохан, неговият най-макък жив син, от фогтай Гьорлиц в Горна Лужица едно херцогство. Между 1386 и 1388 г. Йохан е също управител на Херцогство Люксембург. Неговият канцлер и най-близък довереник по време на цялото му управление е архиепископът на Прага Олбрам от Шкворец.
Йохан умира на 26 години, вероятно от отрова, в манастир Нойцеле. Териториите отиват обратно в старите граници от 1377 г.

## Фамилия
Йохан е сгоден на 1 май 1376 г. и се жени на 10 февруари 1388 г. в Прага за Рихардис от Мекленбург-Шверин († сл. 1400), дъщеря на Албрехт III (1338 – 1412), крал на Швеция и херцог на Мекленбург, и първата му съпруга Рихардис от Шверин († 1377), дъщеря на граф Ото от Шверин. Двамата имат една дъщеря:
- Елизабет от Гьорлиц (1390 – 1451), херцогиня на Гьорлиц и Люксембург, омъжена 1409 г. за пръв път за Антон от Бургундия, херцог на Брабант (1384 – 1415) и след неговата смърт от 1418 г. за Йохан III от Бавария (1374 – 1425), херцог на Щраубинг-Холандия.